# Mercedes-Benz NG
Die Neue Generation (NG) ist eine Lkw-Baureihe von Daimler-Benz, die von 1973 bis 1988 gebaut wurde. Nachfolger wurde 1988 die Schwere Klasse. In China wird der NG bei BeiBen Truck (Baotou BeiBen Heavy-Duty Truck Co) als NG 80 und bei Fabrika automobila Priboj (FAP) in Serbien in Lizenz bis heute produziert.

## Modellgeschichte

### Allgemeines
Die NG-Serie stellte für Mercedes-Benz eine völlig neue Generation von mittleren und schweren Lkw dar, die die ältere Generation von Haubenfahrzeugen, aber auch der so genannten kubischen Kabine (LP-Serie) ersetzen sollte. Eine Grundüberlegung der NG-Serie bestand in der Anwendung eines breitangelegten Baukastensystems, um eine Vielzahl von Fahrzeug- und Motorvarianten mit kostengünstiger Gleichteilstrategie anzubieten. Die gesamte Modellpalette wurde somit gestrafft. Als Erstes wurden die aus der Fusion mit Henschel & Sohn „geerbten“ schweren Baufahrzeuge durch den NG ersetzt. Außerdem wurde großer Wert auf hohe Servicefreundlichkeit, einfache Ersatzteillogistik und lange Wartungsintervalle gelegt. Die Fahrzeuge verkauften sich ausgezeichnet und verbreiteten sich fast auf der ganzen Welt. Durch die Neue Generation konnte das Unternehmen seine Position bei mittleren und schweren Nutzfahrzeugen stark ausbauen.

### NG '73

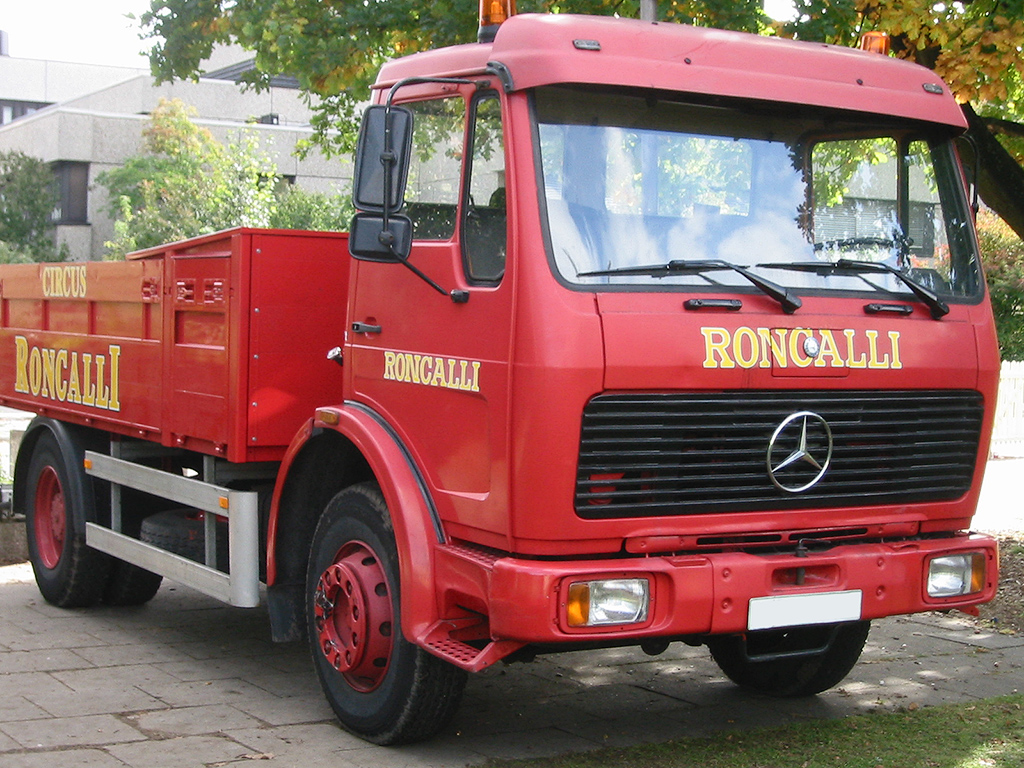
NG '73 (1973–1980)
bis 1977 mit schmalem vorderen Kotflügel

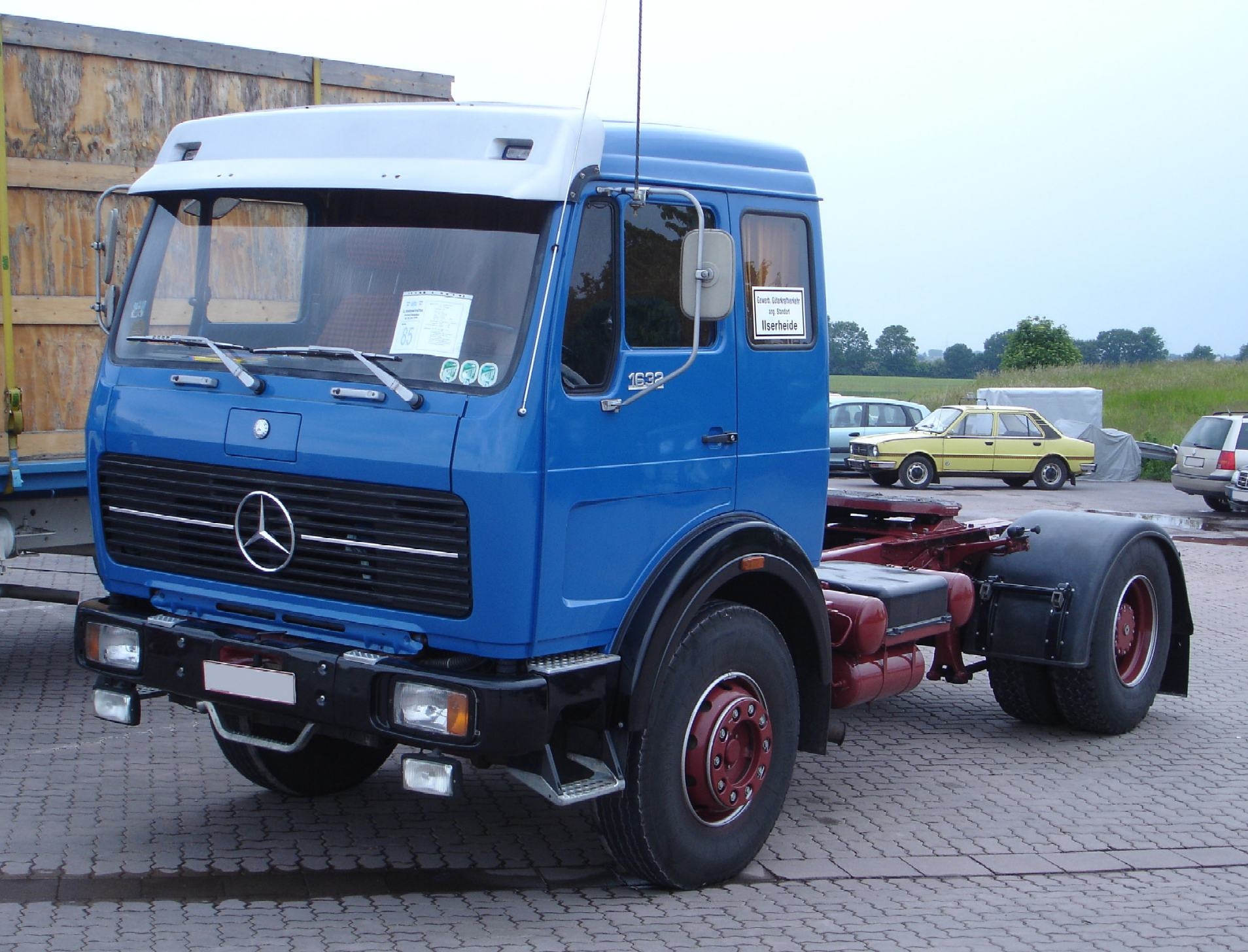
NG '73 (1973–1980)
ab 1977 Modellpflege mit breitem Kotflügel

Die „Neue Generation“, die ab 1973 eingeführt wurde, ist eine Neukonstruktion mit einem völlig neuen Erscheinungsbild. Eine zentrale Neuerung stellte das nun kippbare Fahrerhaus dar (Kippwinkel: 65°), womit die schlechte Zugänglichkeit der Technik bisheriger Mercedes-Frontlenker der Vergangenheit angehörte. Neue Konstruktionsmerkmale waren auch der vorn herabgezogene Fahrerhausboden, der die Einstiegshöhe verringerte und die leicht schräggestellte Frontschutzscheibe. Anstatt der bisherigen Blattfedern wurden zur Lagerung des Fahrerhauses vorne Silentbuchsen und Schraubenfedern mit Stoßdämpfern hinten verwendet. Die mechanische Betätigung der Schaltung wies ein Kugelgelenk an der Unterseite des Fahrerhauses und eine teleskopförmig ausziehbare Schaltstange für den Kippvorgang auf, und ein Mechanismus von Klauen und Klinken gewährleistete die richtige Arretierung beim Abkippen. Im Unterschied zur damaligen Lenkradschaltung von MAN-Lkw wurden dadurch kurze und präzise Schaltwege möglich. Die Übertragung von Kupplung und Bremse erfolgte hydraulisch. Sowohl an Hinter- als auch Vorderachse gab es eine lastabhängige Bremskraftregelung.
Zunächst wurde die neue Generation als Baustellenfahrzeug mit entsprechend kurzer Kabine auf den Markt gebracht. 1974 kam eine um 600 Millimeter verlängerte Fernverkehrskabine hinzu. 1977 war das Fahrerhaus in drei verschiedenen Varianten erhältlich: einer kurzen Kabine, auch S-Fahrerhaus genannt, einer mittellangen Kabine (M-Fahrerhaus) mit schmalen hinteren Seitenfenstern sowie der damaligen Fernverkehrskabine, dem L-Fahrerhaus mit zwei Liegen. Bis 1977 hatten die Fahrerhäuser schmale Kotflügel und als die mittellange Kabine hinzu kam, wurden bei allen drei Typen die Kotflügel breiter. Auch die Fahrzeuge der mittleren Gewichtsklassen wurden ab 1975 in diese NG-Serie aufgenommen und erhielten keine eigenen Fahrerhäuser mehr. Im Jahr 1979 kam noch das sog. Großraum-Fahrerhaus hinzu.

### NG '80

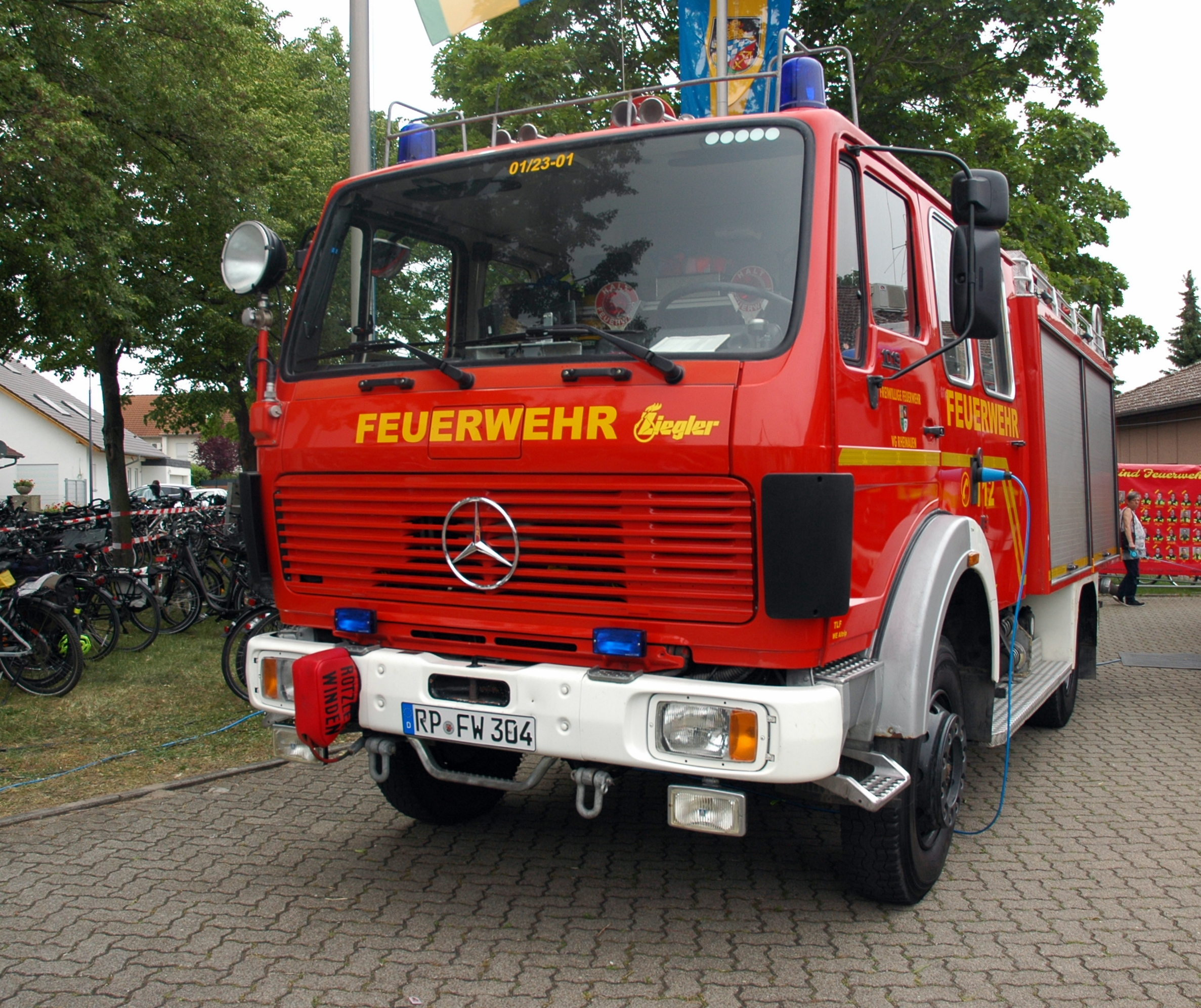
NG '80 (1980–1985)
seit 1980 mit seitlichen Windableitern

Ab 1980 wurden die Fahrzeuge der Neuen Generation mit überarbeiteten Baukastenmotoren in V-Bauweise mit wahlweise 6, 8 oder 10 Zylindern angeboten (OM 42x), die Sechszylinderreihenmotoren blieben weiter im Programm. Der leistungsstärkste Motor war der V8-Motor OM 422 LA mit Abgasturboaufladung und Ladeluftkühlung, der 276 kW (375 PS) leistete. Die leistungsstarken V8-Motoren blieben zunächst den Straßenfahrzeugen vorbehalten, Baustellenfahrzeuge waren anfangs nicht mit Turbomotoren lieferbar. Hier war der freisaugende V10-Motor OM 423 mit 18,3 Liter Hubraum und 261 kW (355 PS) Leistung die Topmotorisierung. Von außen erkennbar waren die überarbeiteten Fahrzeuge an den Windableitern, die an den Ecken der Fahrerhäuser montiert wurden. Weiterhin entfiel die waagerechte Zierleiste auf dem Kühlergrill. Typenschriftzug und Spiegelgehäuse waren fortan schwarz. Als vierte Fahrerhausvariante über dem L-Fahrerhaus wurde das GR-Fahrerhaus als richtige Fernverkehrskabine mit erhöhtem Dach und Kleidergarderobe angeboten. Diese Kabine war auch breiter als die übrigen (erkennbar an den bündig zur Kabine abschließenden Radläufen) und besaß auf der Fahrerseite hinten links sowie auf der Kabinenrückseite serienmäßig keine Fenster. Ab 1984 wurde auch der V10-Motor OM 423 in der Ausführung OM 423 LA mit Abgasturbolader und Ladeluftkühler angeboten, was die Leistung von 261 kW (355 PS) auf 368 kW (500 PS) steigerte. Eingebaut wurde dieser Motor in der dreiachsigen Zugmaschine 3850 AS.

### NG '85

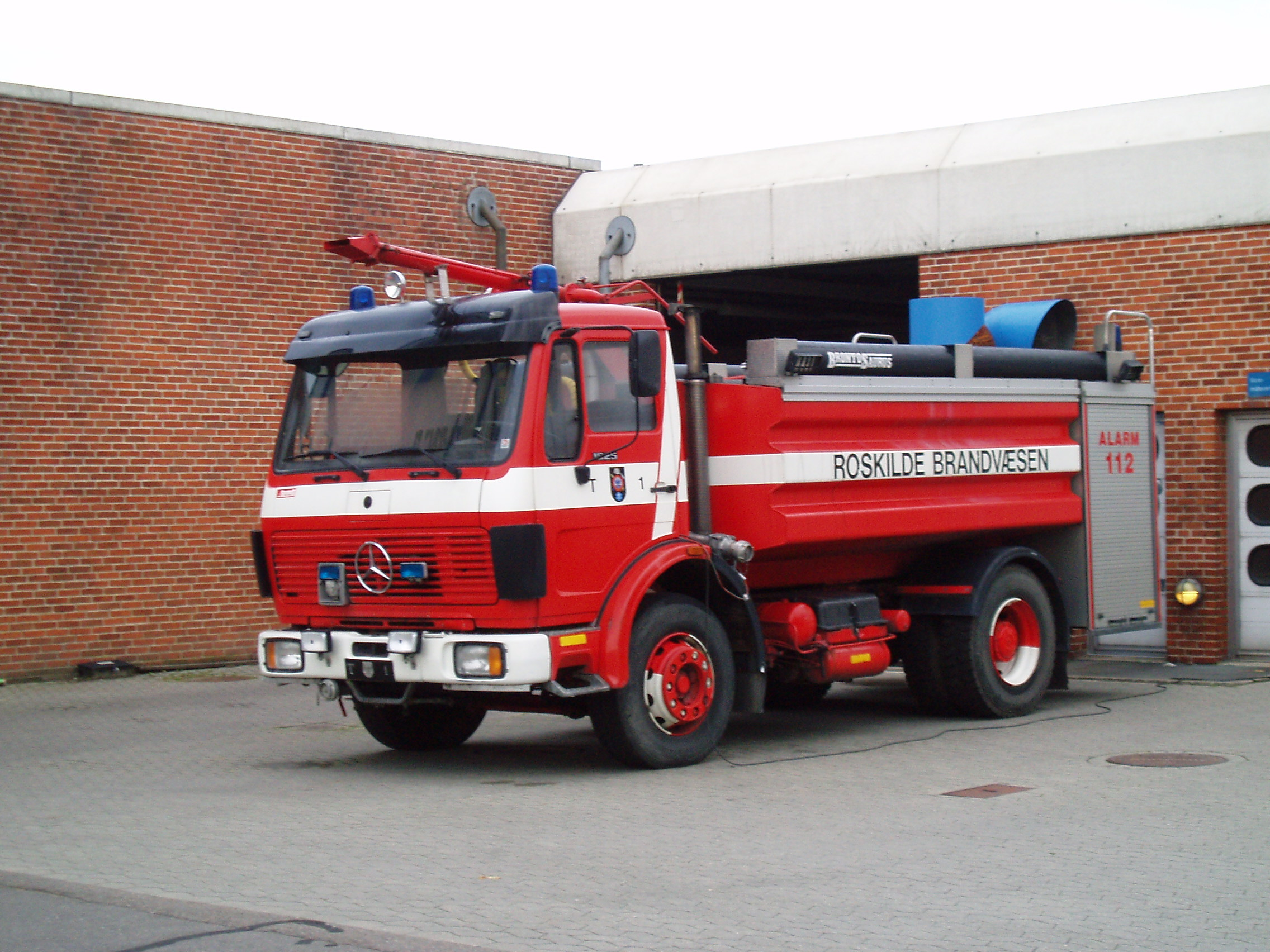
NG '85 (1985–1988)
ab 1985 neues Typenschild auf den Türen

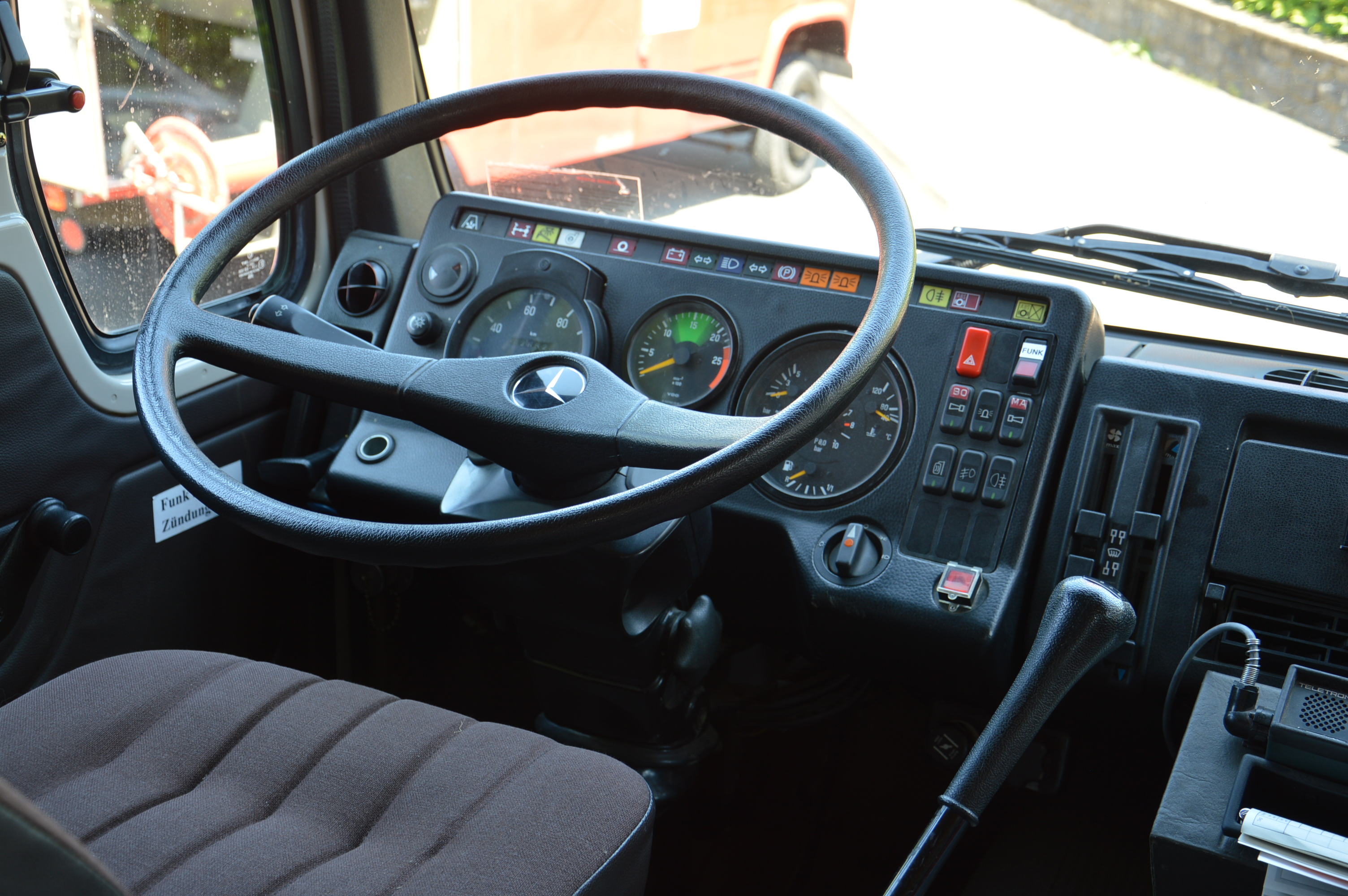
Fahrerplatz eines NG '85

Eine dritte und letzte Überarbeitung fand im Jahr 1985 statt. Erstmals eingeführt wurde die elektropneumatische Schaltung (Electronic Power Shift, EPS), eine computergestützte Schalthilfe. Sie wurde für das damals neue „Topmodell“ 1644 serienmäßig angeboten. In darunter liegenden Leistungsklassen war sie zunächst optional und in Baustellenfahrzeugen nicht erhältlich. Die Motorenpalette wurde erneut überarbeitet, der stärkste V8-Motor war nun der OM 442 LA, dessen Leistung 320 kW (435 PS) betrug. Der gleiche Motor wurde als OM 442 A ohne Ladeluftkühlung mit 257 kW (349 PS) angeboten. Der OM 442 war weltweit der erste Dieselmotor für einen Lastkraftwagen, der ein elektronisches Motorsteuergerät (bei Daimler-Benz Elektronische Dieselregelung (EDR) genannt) hatte. Ansonsten blieb die Motorenpalette weitgehend unverändert. Äußerlich erkennbar waren diese neuen Fahrzeuge an den kleineren, rechteckigen Typenschildern mit silberner Schrift. Auf dem Armaturenbrett wurden modernere Kippschalter anstelle der bisherigen Drucktaster verwendet. Ab 1987 war der NG auch als Vierachser mit der Achsformel 8×8 lieferbar. Daimler-Benz baute zwei vierachsige Modelle, den 3528 AK mit freisaugendem V8-Motor OM 422 und den 3535 AK mit turboaufgeladenem V8-Motor OM 442 A ohne Ladeluftkühler. Beide Fahrzeuge waren für eine zulässige Gesamtmasse von 35.000 kg ausgelegt.

## Modellvarianten
| Modell                                             | zGG in t  | Motor     | Bauform | Leistung in kW (PS) |
| -------------------------------------------------- | --------- | --------- | ------- | ------------------- |
| 1013                                               | 10,3/11,3 | OM 352    | R6      | 96 (130)            |
| 1017                                               | 10,3/11,3 | OM 352 A  | R6      | 124 (168)           |
| 1213                                               | 11,8/13,3 | OM 352    | R6      | 96 (130)            |
| 1217                                               | 11,8/13,3 | OM 352 A  | R6      | 124 (168)           |
| 1219                                               | 12,0/13,3 | OM 401    | V6      | 141 (192)           |
| 1413                                               | 14,0/14,5 | OM 352    | R6      | 96 (130)            |
| 1417                                               | 14,0/14,5 | OM 352 A  | R6      | 124 (168)           |
| 1419                                               | 14,0/14,5 | OM 401    | V6      | 141 (192)           |
| 1613                                               | 16,0      | OM 352    | R6      | 96 (130)            |
| 1614                                               | 16,0      | OM 366    | R6      | 100 (136)           |
| 1617                                               | 16,0      | OM 352 A  | R6      | 124 (168)           |
| 1619                                               | 16,0      | OM 401    | V6      | 141 (192)           |
| 1619 C                                             | 16,0      | OM 362 LA | R6      | 141 (192)           |
| 1622                                               | 16,0      | OM 421    | V6      | 159 (216)           |
| 1624                                               | 16,0      | OM 402    | V8      | 177 (240)           |
| 1625                                               | 16,0      | OM 422    | V8      | 184 (250)           |
| 1626                                               | 16,0      | OM 402    | V8      | 188 (256)           |
| 1628                                               | 16,0      | OM 422    | V8      | 206 (280)           |
| 1632                                               | 16,0      | OM 403    | V10     | 235 (320)           |
| 1633                                               | 16,0      | OM 422 A  | V8      | 243 (330)           |
| 1638                                               | 16,0      | OM 422 LA | V8      | 276 (375)           |
| 1644                                               | 16,0      | OM 442 LA | V8      | 320 (435)           |
| 1719                                               | 16,0      | OM 401    | V6      | 141 (192)           |
| 1922                                               | 19,0      | OM 421    | V6      | 159 (216)           |
| 1938                                               | 19,0      | OM 422 LA | V8      | 276 (375)           |
| 2219                                               | 22,0      | OM 401    | V6      | 141 (192)           |
| 2224                                               | 22,0      | OM 402    | V8      | 177 (240)           |
| 2226                                               | 22,0      | OM 402    | V8      | 188 (256)           |
| 2228                                               | 22,0      | OM 422    | V8      | 206 (280)           |
| 2232                                               | 22,0      | OM 403    | V10     | 235 (320)           |
| 2238                                               | 22,0      | OM 422 LA | V8      | 276 (375)           |
| 2626                                               | 22,0/26,0 | OM 402    | V8      | 188 (256)           |
| 2632                                               | 22,0/26,0 | OM 403    | V10     | 235 (320)           |
| 2644                                               | 22,0/26,0 | OM 442 LA | V8      | 320 (435)           |
| weitere Motoren- und Tonnage-Kombinationen möglich |           |           |         |                     |

## Militärfahrzeuge

### Allgemein

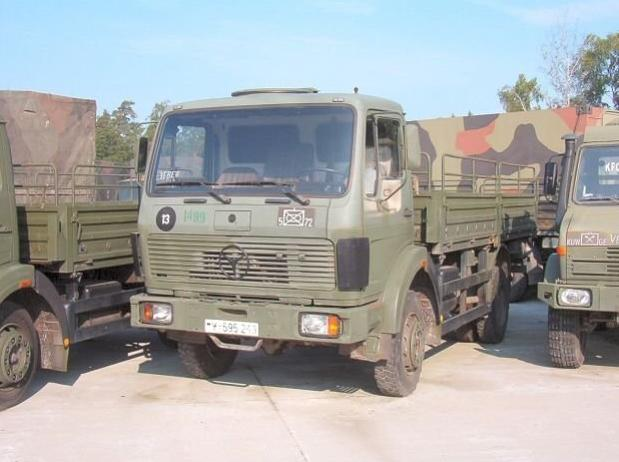
Mercedes-Benz 1017 A der Bundeswehr

Die „Neue Generation“ wurde auch an zahlreiche Armeen geliefert. Als Mercedes-Benz 1017 bzw. 1017 A wurde sie ab 1977 auch durch die Bundeswehr beschafft. Im Rahmen der Neuausrüstung der Bundeswehr sollten ursprünglich bis zu 22.000 Fahrzeuge des Mercedes-Benz 1017 bzw. 1017 A in Dienst gestellt werden. Da allerdings zum selben Zeitpunkt ein Auftrag über die Lieferung von ca. 18.000 Mercedes-Benz Unimog U 1300 L bereits an die Daimler-Benz AG vergeben war, kam es unter anderem zu Protesten von Mitarbeitern der Magirus-Deutz AG, so dass rund 7.000 Einheiten in dieser Tonnageklasse durch diesen Hersteller (bzw. sein Nachfolgeunternehmen Iveco Magirus) geliefert wurden (siehe dazu: Magirus-Deutz MK-Reihe). Die Bezeichnung 1017 des Mercedes-Benz-Modells setzt sich aus dem zulässigen Gesamtgewicht sowie der Motorleistung zusammen. Fahrzeuge mit zuschaltbarem Vorderachsantrieb werden durch das A als Allradversion gekennzeichnet und tragen die Bundeswehrbezeichnung „tmil gl“ für teilmilitarisiert geländegängig. Die letzten Fahrzeuge wurden bis 1988 ausgeliefert und befinden sich noch heute unter der taktischen Bezeichnung Lkw 5t tmil zahlreich im Einsatz. Vielfach ist er auch unter der Bezeichnung „5-Tonner“ bekannt, in Bezug auf die maximale Zuladung. Der Begriff „Tonner“ steht in der Umgangssprache in der Bundeswehr auch allgemein für einen Lkw.

### Technik

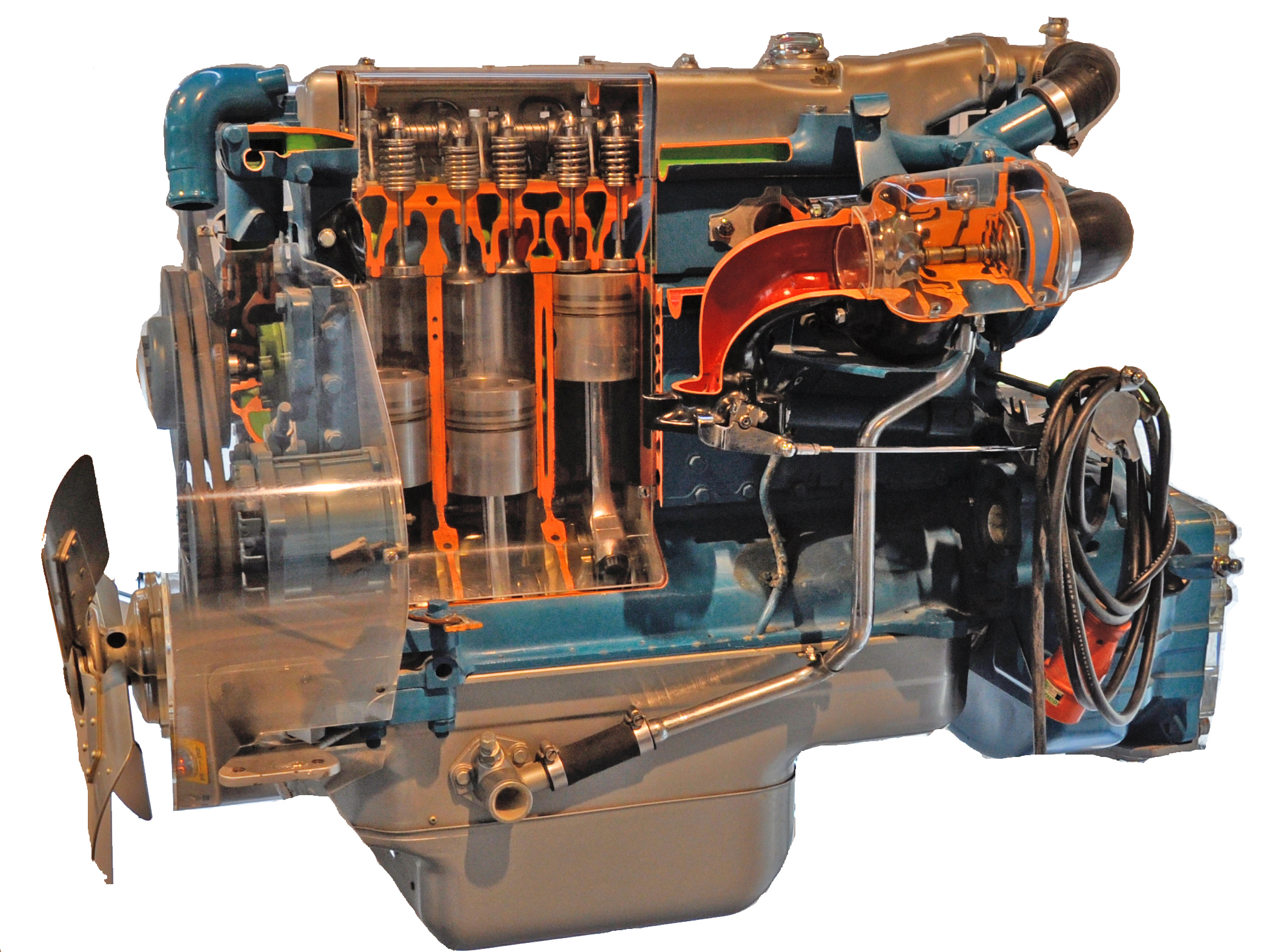
Dieselmotor OM 352 A

Im Wesentlichen basieren die Fahrzeuge auf der Serienproduktion von Mercedes-Benz. Die Teilmilitarisierung zeichnet sich besonders durch die aufklappbare Dachluke aus. Ferner weichen die Bedienelemente für Scheibenwischer, Scheibenreinigungsanlage und Beleuchtung von der Serie ab. Während die ersten Fahrzeuge in gelboliv ausgeliefert wurden, folgten die weiteren in bronzegrün bzw. erhielten die dreifarbige Flecktarnung.
Die Fahrzeuge verfügen über eine kurze Frontlenkerkabine in Ganzstahlausführung, die mit drei Einzelsitzplätzen ausgestattet ist. Hierbei lässt sich der mittlere Sitz umklappen und als Standfläche für die Dachluke nutzen. Um den geringen Platz in der Kabine besser zu nutzen, verfügen die Fahrzeuge im hinteren Bereich an Stelle der Heckscheiben über einen zusätzlichen Stauraum, in dem die persönliche Ausrüstung der Soldaten untergebracht werden kann. Für Wartungs- und Reparaturarbeiten ist die Kabine hydraulisch kippbar ausgeführt und kann mittels Handpumpe nach vorne umgeklappt werden. Relevante Prüfstellen für den technischen Dienst vor bzw. nach Benutzung sind durch die vorderen Wartungsklappen erreichbar.
Angetrieben wird der Mercedes-Benz 1017 durch den OM 352 A. Hierbei handelt es sich um einen wassergekühlten 6-Zylinder-Diesel-Reihenmotor mit Abgasturbolader und integriertem Kompressor, der aus 5675 cm³ eine Leistung von 127 kW (173 PS) bei 2800/min hervorbringt. Das maximale Drehmoment beträgt 540 Nm bei 1600/min. Im Normalbetrieb liegt der Verbrauch bei ca. 20 l pro 100 km. Mit einem Tankvolumen von 135 l liegt die Reichweite des Mercedes-Benz 1017 somit bei ca. 600–700 km. Die Kraftübertragung erfolgt mittels einer hydraulisch betätigten Einscheiben-Trockenkupplung und einem handgeschalteten synchronisierten 5-Gang-Getriebe auf die Hinterachse, die über eine Differenzialsperre verfügt. Bei der Allradversion ist der Vorderantrieb zuschaltbar. Die Höchstgeschwindigkeit beträgt 93 km/h bzw. bei der Allradversion 87 km/h.
Die Fahrzeuge haben Trommelbremsen an allen vier Rädern. Hierbei handelt es sich um eine luftunterstützte Hydraulikbremse, die auch in kaltem Zustand ein weiches Abbremsen erlaubt. Je nach Beladungszustand wird die Bremskraft über den automatischen, lastabhängigen Bremskraftregler (ALB) gesteuert. Darüber hinaus verfügt der Mercedes-Benz 1017 über eine Federspeicherbremse als Feststellbremse, die auf die Hinterräder wirkt. Eine Dauerbremse ist in Form einer pneumatisch betätigten Drosselklappe im Auspuffkrümmer vorhanden. Mechanisch wird dabei gleichzeitig die Kraftstoffförderung unterbunden, da diese Einrichtung gleichzeitig zum Abstellen des Motors dient.
Das Fahrgestell besteht aus U-Profil-Rahmen mit Querträgern. Die Federung der Achsen erfolgt mittels Halbelliptik-Blattfedern sowie Teleskopstoßdämpfern. Die maximale Wattiefe liegt bei lediglich 500 mm. Für den Anhängerbetrieb verfügen die Fahrzeuge über die übliche NATO-Kupplung, die die Geländefahrt mit Anhängern ermöglicht. Ferner sind zwei Druckluftanschlüsse sowie eine Steckdose vorhanden.
Das Bordnetz wird mit 24 V betrieben, was für Nutzfahrzeuge dieser Klasse üblich ist. Ausgerüstet sind die Fahrzeuge dementsprechend mit zwei 12-V-Batterien, die in Reihe geschaltet sind. Ein Teil der Allradversion der Fahrzeuge ist außerdem mit Tarnlicht ausgerüstet. Dieses umfasst Tarnlichtscheinwerfer vorn, Tarnrück- und Bremsleuchte sowie das Leitkreuz. Alle Fahrzeuge verfügen über einen Batteriehauptschalter (Not-Aus), der im Notfall die Verbindung der elektrischen Anlage zur Batterie trennt. Diese Einrichtung ist z. B. für den Transport von Gefahrgütern zwingend vorgeschrieben.
Mitte der 1990er Jahre wurde ein Großteil der Fahrzeuge mit einem seitlichen Unterfahrschutz ausgerüstet, um den neuen Anforderungen der StVZO zu entsprechen. Für Wartungsarbeiten bzw. zum Erreichen der Staukästen ist dieser Unterfahrschutz hochklappbar.

### Einsatzgebiete
Der Mercedes-Benz 1017 wurde in den folgenden Grundversionen für die Bundeswehr beschafft und löste damit zumeist den MAN 630 ab:
- Kraftwagen, Last-, Pritsche (4×2) 2320-12-168-1811 Hinterachse angetrieben
- Kraftwagen, Last-, Pritsche (4×4) 2320-12-168-2298 Allradantrieb, Vorderachsantrieb zuschaltbar
- Kraftwagen, Kipper (4×4) 2320-12-190-6524 Allradantrieb, Vorderachsantrieb zuschaltbar
- Kraftwagen, Feuerlösch 2400 L (4×4) 4210-12-193-2551 Allradantrieb, Vorderachsantrieb zuschaltbar
- Kraftwagen, Last-, Pritsche (4×4) 2320-12-308-8889 mit Tarnbeleuchtung, Allradantrieb, Vorderachsantrieb zuschaltbar

Eingesetzt wird der Mercedes-Benz 1017 bzw. 1017 A bei Heer, Luftwaffe und Marine. Einige Fahrzeuge sind den Bedürfnissen der jeweiligen Truppenteile angepasst und mit entsprechenden Rüstsätzen ausgestattet. Unter anderem wird der Mercedes-Benz 1017 zur Fahrausbildung genutzt, wofür er mit einer zweiten Pedalanlage sowie zusätzlichen Spiegeln ausgerüstet ist. Vielfach wird die Kabine II auf der Pritsche montiert, die bei den Fernmelde- und Sanitätstruppen häufige Verwendung findet. Bei den Gebirgsjägern werden Fahrzeuge mit erhöhter Plane zum Transport von Maultieren eingesetzt, die auch heute noch Verwendung finden. Zum Teil finden sich Fahrzeuge, bei denen der Koffer eines MAN 630 auf die Pritsche aufgebaut wurde. Andere Fahrzeuge wurden mit Anbauplatte vorn und Hydraulikanschlüssen ausgerüstet und können somit im Wintereinsatz mit Schneepflug eingesetzt werden. Für besondere Waffensysteme wie z. B. Drohnen werden spezielle Aufbauten eingesetzt.
Das Fahrzeug hat sich im Truppendienst sehr gut bewährt und ist bei den Soldaten aufgrund der Zuverlässigkeit und einfachen Handhabung sehr beliebt. Insbesondere sein gutmütiges Fahrverhalten sowie die Übersichtlichkeit des gesamten Fahrzeuges sind positive Eigenschaften des Mercedes-Benz 1017.

#### Kraftwagen, Last-, Pritsche
Die häufigste Ausführung sind die Fahrzeuge mit Pritsche. Hierbei handelt es sich um eine 5 m lange und 2,38 m breite, verwindungsfreie Stahlpritsche. Der Boden ist mit Holz ausgekleidet und verfügt über Verzurrösen und Aufnahmen, um Ladegut zu sichern bzw. Sitzbänke zu montieren. Insgesamt können mittig zwei Sitzbänke für jeweils acht Personen montiert werden. Die vier abnehmbaren Seitenteile sowie die Heckklappe sind ebenfalls aus Stahl, wobei die ersten Fahrzeuge noch mit Holzbordwänden, die in Profilstahl eingefasst waren, ausgeliefert wurden. Im Normalfall verfügen die Fahrzeuge über eine Rundplane aus Segeltuch oder PVC. Einige Fahrzeuge sind mit einer eckigen Plane (Hamburger Verdeck) ausgerüstet und werden überwiegend als Zugmittel für Feldküchen eingesetzt. Die maximale Nutzlast beträgt 5450 Kilogramm bzw. 5400 Kilogramm für die Allradversion. In diversen Staukästen und Fächern unterhalb der Pritsche finden Feuerlöscher, Bordwerkzeug, Wagenheber, Fahrzeugausrüstung, Zurrmaterial und die Abschleppstange ihren Platz. Die Pritsche ist für die Aufnahme einer Kabine II geeignet.

#### Kraftwagen, Kipper
Für die Pioniereinheiten und insbesondere zur Startbahninstandsetzung wurde der Mercedes-Benz 1017 A mit einem Meiller-Dreiseitenkipper ausgerüstet. Die Stahlpritsche ist 3,8 m lang und 2,33 m breit und lässt sich zu drei Seiten hin kippen. Die Heckklappe ist variabel ausgeführt und kann auch als Pendelklappe verwendet werden. Zum Transport von leichten Schüttgütern lassen sich die Bordwände durch Aufstecken von Zusatzteilen erhöhen. Die maximale Nutzlast liegt bei 5240 kg.

#### Kraftwagen, Feuerlösch 2400 L
Für die Brandbekämpfung in Depots sowie auf Flug- und Übungsplätzen wurden einige Mercedes-Benz 1017 A mit Feuerwehraufbauten versehen. Die entsprechenden Aufbauten wurden im Gegensatz zu den Fahrzeugen nicht neu angeschafft. Hier wurde auf Bestände zurückgegriffen, die zwischen 1958 und 1964 angeschafft und auf Fahrgestellen des Mercedes-Benz LG 315/46 montiert waren und nach Überarbeitung nur umgesetzt wurden. Neben einer zusätzlichen Mannschaftskabine im Aufbau verfügen die Fahrzeuge über einen Arbeitsstellenscheinwerfer auf der rechten Seite sowie die entsprechende Sondersignalanlage.

### Lizenzfertigung
In China und Serbien (FAP) wird der NG bis heute produziert, in Indien wurde der NG zeitweise von TATA gefertigt.

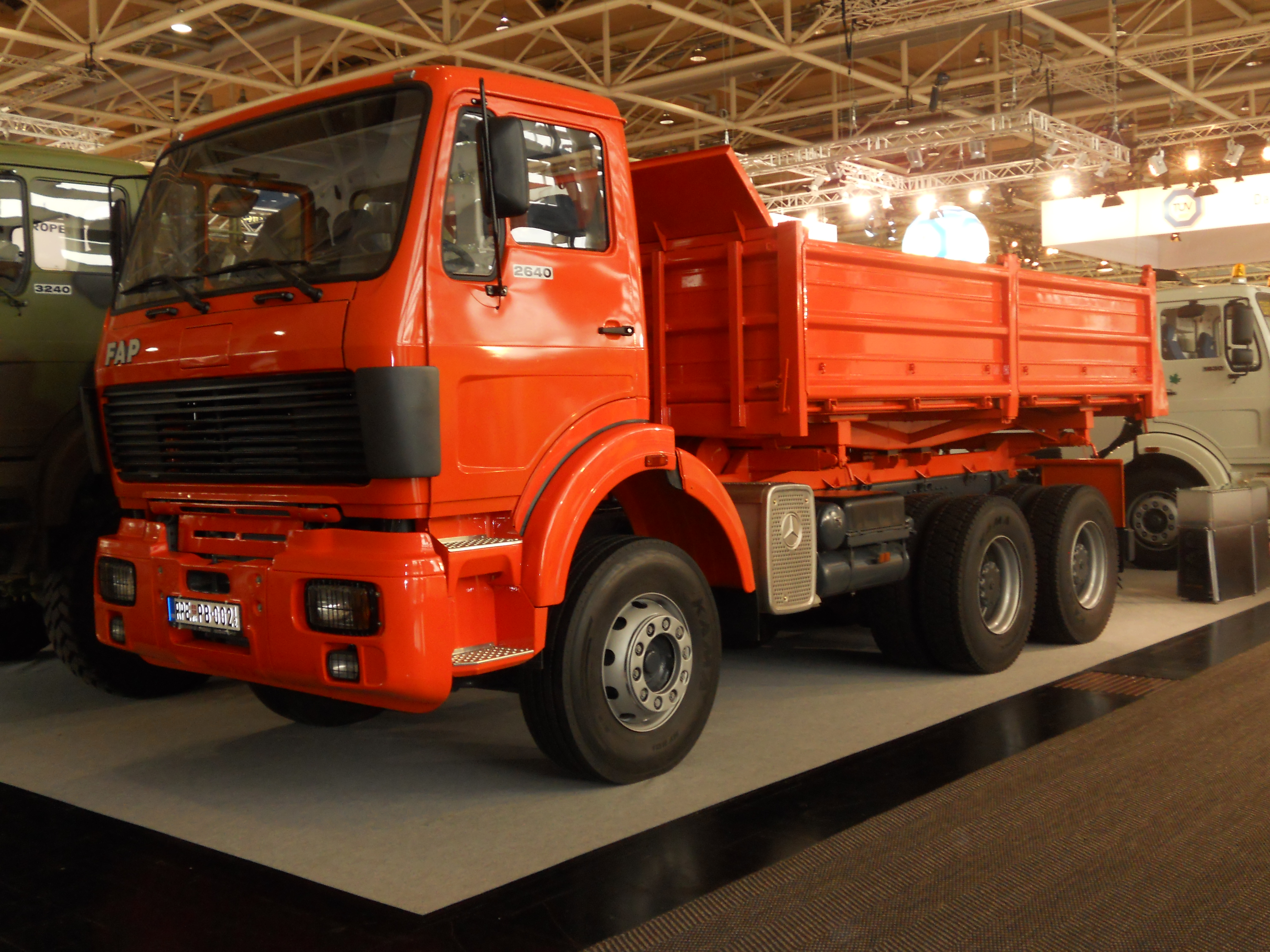
FAP 2640
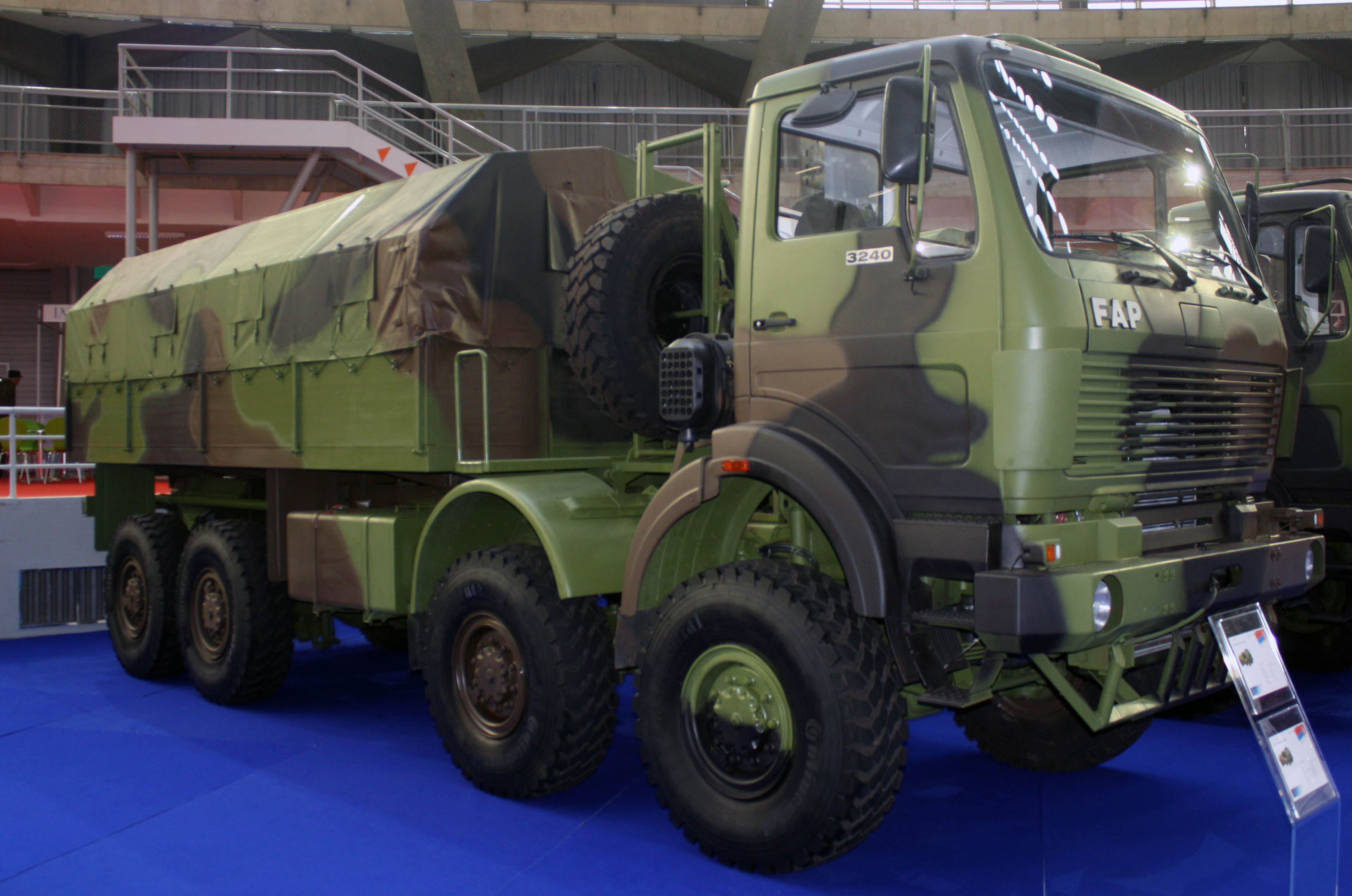
FAP 3240
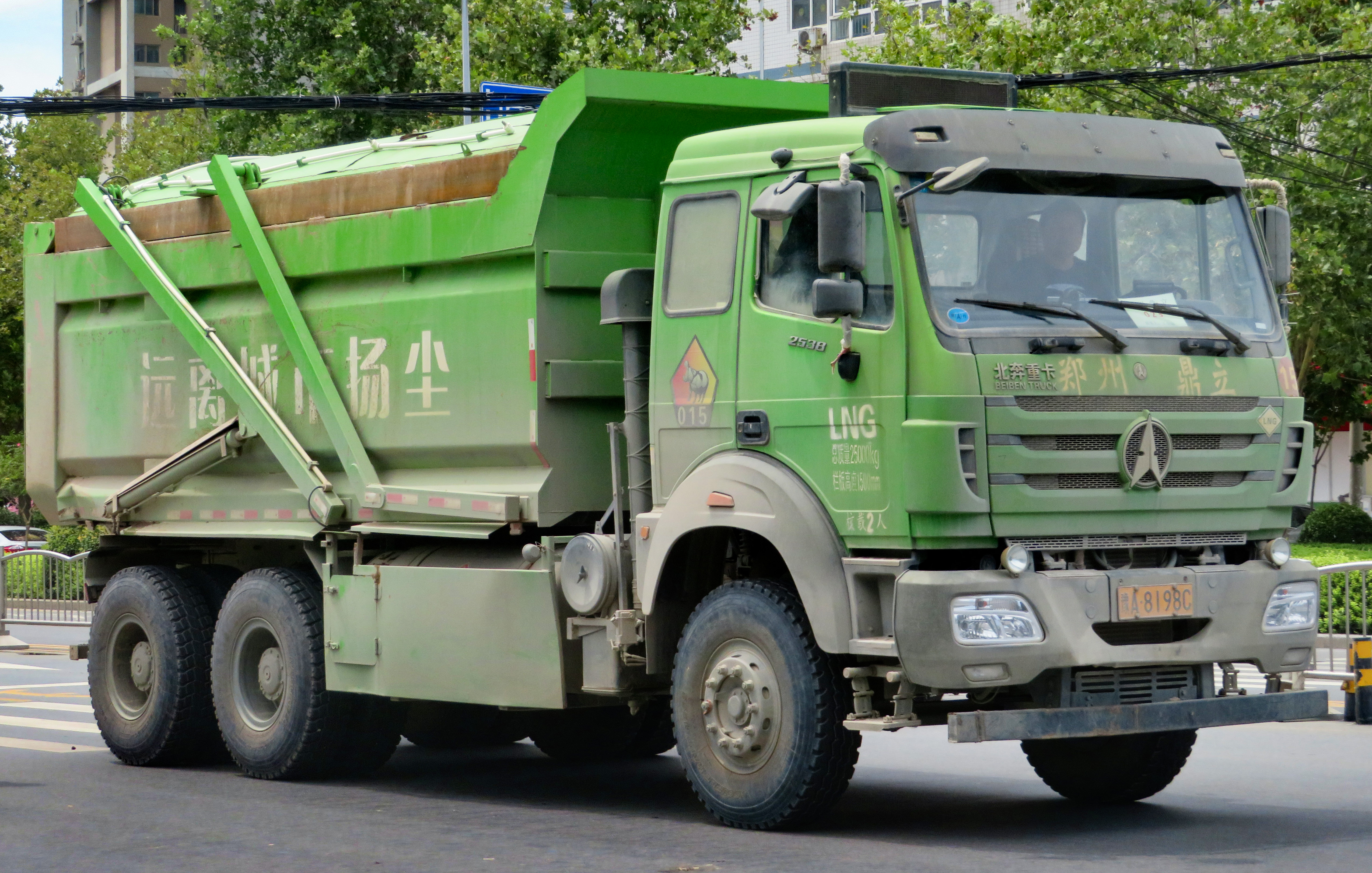
BeiBen Truck 2538 (27. September 1988 Technologie Transfer mit Stern von Daimler an NORINCO unter dem Namen „North Benz“ Beifang Benchi.) (Ab 2002 ohne Stern, der durch die Nord Magnet Nadel abgelöst wurde.) Motorisierungen bis 600 PS.